# Stockholm International School

Stockholm International School (SIS) är en internationell skola i Stockholm med undervisning från förskoleklass till gymnasiet. Skolan erbjuder de tre internationella utbildningsprogrammen IPC (International Primary Curriculum), IBMYP (International Baccalaureate Middle Years Program) samt IBDP (International Baccalaureate Diploma Program). All undervisning sker på engelska.